# قرار مجلس الأمن التابع للأمم المتحدة رقم 1110
قرار مجلس الأمن التابع للأمم المتحدة 1110 ، الذي اتخذ بالإجماع في 28 مايو 1997 ، بعد التذكير بالقرارين 1082 (1996) و 1105 (1997) ، جدد المجلس ولاية قوة الأمم المتحدة للانتشار الوقائي في مقدونيا حتى 30 نوفمبر 1997.

## وصلات خارجية
- Text of the Resolution at undocs.org